# 전북특별자치도청 소관 공직유관단체 목록
전북특별자치도 소관 공직유관단체 목록은 전북특별자치도청의 공직유관단체에 대해 기술한다.

## 목록

### 체육회
- 전북특별자치도체육회
- 전북특별자치도장애인체육회

### 의료원
- 전북특별자치도 군산의료원
- 전북특별자치도 남원의료원
- 진안군의료원

### 공사·출자기업
- 전북개발공사
- 장수한우지방공사

### 재단법인
- 전북테크노파크
- 전북신용보증재단
- 전북여성교육문화센터
- 전라북도생물산업진흥원
- 전라북도인재육성재단
- 자동차융합기술원
- 전북연구원
- 전라북도경제통상진흥원
- 한국전통문화전당
- 전주정보문화산업진흥원
- 진안홍삼연구소
- 임실치즈테마파크
- 임실치즈앤식품연구소
- 베리&바이오식품연구소
- 전라북도문화관광재단
- 전주문화재단
- 익산문화재단
- 전주푸드통합지원센터
- 전라북도콘텐츠융합진흥원

### 시설관리공단
- 전주시시설관리공단